# Wanda Moszczeńska

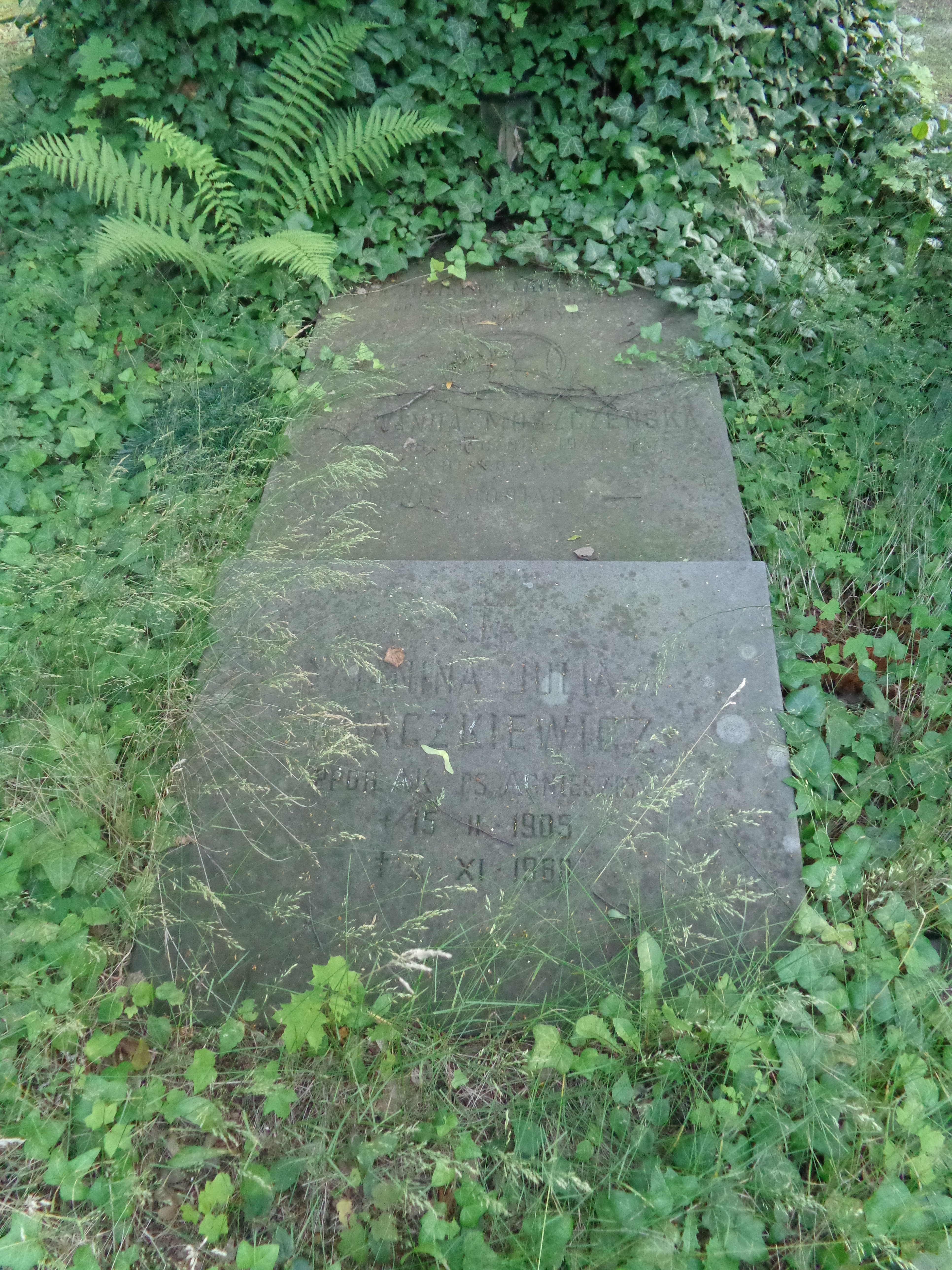
Grób Wandy Moszczeńskiej na cmentarzu Wojskowym na Powązkach

Wanda Moszczeńska, ps. Poczta (ur. 2 kwietnia 1896 w Krzywoszyjach na Ukrainie, zm. 18 stycznia 1974 w Warszawie) – polska historyczka historiografii, metodolożka, mediewistka. 

## Życiorys
Urodziła się w inteligenckiej rodzinie Juliana (zm. 1932) i Marii z Kraczkiewiczów (zm. 1929). W 1913 ukończyła prywatną Żeńską Szkołę Handlową L. N. Wołodkiewicz w Kijowie. W 1915 zdała maturę jako ekstern w męskim gimnazjum filologicznym. W 1916 rozpoczęła w Moskwie studia historyczne w Uniwersytecie Ludowym im. Alfonsa Szaniawskiego, później studiowała na Wydziale Historyczno-Filozoficznym Uniwersytetu Moskiewskiego. Tam działała w Unii Młodzieży Postępowo-Demokratycznej.
Po powrocie w 1918 do kraju immatrykulowała się na Wydziale Filozoficznym Uniwersytetu Warszawskiego, gdzie studiowała pod kierunkiem Jana Karola Kochanowskiego i Marcelego Handelsmana. W 1919/20 studia historyczne łączyła z pracą nauczycielską w peryferyjnej szkółce powszechnej na Sielcach. W 1923 ukończyła studia historyczne, uzyskując stopień doktora filozofii na podstawie rozprawy Rola polityczna rycerstwa wielkopolskiego w czasie bezkrólewia po Ludwiku Wielkim. Następnie przez dwa lata wykładała historię w jednej ze szkół warszawskich oraz na kursach dla dorosłych prowadzonych przez Zarząd Miejski. Jednocześnie, w roku akademickim 1924/25, była asystentką Seminarium Historycznego UW. W latach 1925–1926 odbyła podróż naukową do Paryża i Wiednia. Od 1927 prowadziła zajęcia zlecone na UW, później jako docent prywatny. W 1927 rozpoczęła także pracę w warszawskim Gimnazjum Żeńskim im. Królewny Anny Wazówny Zboru Ewangelicko-Augsburskiego, w 1936 przeniosła się do Gimnazjum Żeńskiego Państwowego im. Emilii Plater, gdzie uczyła do 1939. W 1934 habilitowała się na podstawie pracy Arystokracja w państwie Franków za dynastii Merowingów. Wspólnie z Haliną Mrozowską opracowała 4-częściowy podręcznik historii dla gimnazjum. Pracowała społecznie, w latach 1927–1932 była przewodniczącą Sekcji Dydaktycznej Towarzystwa Miłośników Historii, a od 1932 członkiem tej Sekcji w Polskim Towarzystwie Historycznym.
W czasie okupacji prowadziła tajne komplety z historii liceum im. Emilii Plater oraz zajęcia uniwersyteckie na tajnym Seminarium Metodologicznym. Działała w konspiracji, w Polskim Związku Wolności w grupie „Głos Prawdy”, za co 25 marca 1942 została aresztowana i osadzona na Pawiaku, a 13 maja 1943 wywieziona do obozu Auschwitz. W styczniu 1945 została przewieziona do Ravensbrück, gdzie w maju t.r. doczekała wyzwolenia.
Po powrocie do kraju, w okresie od lipca 1945 do czerwca 1946 pracowała w Ministerstwie Oświaty jako prowizoryczny wizytator szkół. Współpracowała z Państwowymi Zakładami Wydawnictw Szkolnych, gdzie redagowała tomiki „Biblioteki Historycznej”. Była pierwszym redaktorem tygodnika „Skarpa Warszawska”. Od 1946 pracowała na UW jako docent etatowy historii średniowiecznej. W czerwcu 1954 otrzymała tytuł naukowy profesora nadzwyczajnego przy Katedrze Historii Polski Feudalnej, od 1956 w Katedrze Historii Polski XIX i XX wieku. W roku akademickim 1954/55 pełniła funkcję prodziekana, w roku 1955/56 - dziekana Wydziału Historycznego UW. Zorganizowała Zakład Historii Historiografii i Metodologii Nauczania Historii, który od 1961 stał się osobną katedrą. 1 listopada 1966 przeszła na emeryturę. 
Działała w Polskim Towarzystwie Historycznym, w latach 1947–1950 i od 1956 sprawowała funkcję przewodniczącej Sekcji Dydaktycznej. Od 1947 pełniła również funkcję przewodniczącej Sekcji Dydaktycznej w Towarzystwie Miłośników Historii. Współpracowała również z Instytutem Historii PAN w sprawie zasad wydawania bibliografii.
Autorka podręczników historii. Do grona je uczniów zaliczają się: Jerzy Maternicki, Maria Wierzbicka.
Zmarła w Warszawie, pochowana na cmentarzu Wojskowym na Powązkach (kwatera B15-1-1/2).

## Wybrane publikacje
- Rola polityczna rycerstwa wielkopolskiego w czasie bezkrólewia po Ludwiku Wielkim, Warszawa 1925.
- Arystokracja w państwie Franków za dynastji Merowingów, Warszawa: Towarzystwo Naukowe Warszawskie 1932.
- Podstawy metodologiczne nauczania historii w szkole, Warszawa: Państwowe Zakłady Wydawnictw Szkolnych 1957.
- Wstęp do badań historycznych, Warszawa: Uniwersytet Warszawski. Dział Wydawnictw 1960.
- Metodologii historii zarys krytyczny, Warszawa: Państwowe Wydawnictwo Naukowe 1968 (wyd. 2 – 1977).

## Ordery i odznaczenia
- Krzyż Oficerski Orderu Odrodzenia Polski (1966)[2]
- Medal 10-lecia Polski Ludowej (19 stycznia 1955)[6]